# Публичен дом
Публичен дом е място за организирана проституция. Съдържателите на такива домове предлагат на своите клиенти различни видове секс срещу заплащане. На български език като синоними, най-вече на разговорен език, се използват и бордей (на френски: bordel), вертеп или бардак. Някои го оприличават на средище на разврата. В местата, където проституцията или наличието на публични домове е незаконно, заведения като салони за масаж, барове или стриптийз клубове могат да предлагат сексуални услуги на покровители.
Размерът и стилът на публичните домове се различават значително, както и обхватът на предлаганите сексуални услуги. Различават се и законите, регулиращи публичните домове. В някои страни публичните домове са законни и регламентирани, докато в други са незаконни. Въпреки това, дори и там, където са регулирани, има публични домове, които оперират извън официално одобрената система.
Темата за публичните домове е отразена в много литературни, музикални и кино произведения на изкуството.